# Laceyville
Laceyville é um distrito localizado no estado norte-americano de Pensilvânia, no Condado de Wyoming.

## Demografia
Segundo o censo norte-americano de 2000, a sua população era de 396 habitantes.
Em 2006, foi estimada uma população de 376, um decréscimo de 20 (-5.1%).

## Geografia
De acordo com o United States Census Bureau tem uma área de
0,5 km², dos quais 0,5 km² cobertos por terra e 0,0 km² cobertos por água. Laceyville localiza-se a aproximadamente 211 m acima do nível do mar.

## Localidades na vizinhança
O diagrama seguinte representa as localidades num raio de 24 km ao redor de Laceyville.